# Università di Osnabrück
L'Università di Osnabrück è un'università pubblica sita a Osnabrück, nella Bassa Sassonia.
Fu fondata nel 1974 e nacque da un istituto di formazione per insegnanti, l'Università Adolf Reichwein, che dal 1953 aveva sede nel castello di Osnabrück.
La ricerca si concentra su un gran numero di corsi di laurea interdisciplinari che sono offerti solo in poche università tedesche o che esistono in questa forma solo a Osnabrück. Questi includono, ad esempio, le scienze fiscali, le scienze dei sistemi applicati e le scienze cognitive. Le istituzioni interdisciplinari centrali sono l'Istituto per la ricerca sulle migrazioni e gli studi interculturali (IMIS), l'Istituto interdisciplinare per la storia culturale del primo periodo moderno e l'Istituto per il diritto finanziario e fiscale.
Dal 1999 la Fondazione tedesca per la ricerca (DFG) finanzia il Centro di ricerca bioscientifica sulle Proteine di Membrana, centro all'avanguardia per la ricerca in campo biologico. Con il programma di studi nelle Scienze Cognitive, l'Università di Osnabrück aprì un campo di ricerca di fama internazionale. Anche l'Istituto di Studi Giuridici Europei è uno dei più importanti istituti di ricerca in Europa per il diritto comparato e l'armonizzazione giuridica. Diverse scuole di specializzazione e un programma di dottorato internazionale in fisica sostengono i giovani scienziati. Il giardino botanico offre a scienziati e studenti condizioni di lavoro eccellenti.

## Facoltà
Dopo che i Dipartimenti 1 (Scienze Sociali) e 2 (Scienze della Cultura e della Terra), precedentemente indipendenti, sono stati fusi nel Dipartimento 1 (Scienze Culturali e Sociali) nel 2015, e i Dipartimenti 4 (Fisica) e 6 (Matematica/Informatica), precedentemente indipendenti, sono stati fusi in un nuovo Dipartimento 6 (Matematica/Informatica/Fisica) nel 2023, i seguenti otto dipartimenti hanno ora sede all'Università di Osnabrück:
- 1 Scienze culturali e sociali
- 3 Educazione e studi culturali
- 5 Biologia/Chimica
- 6 Matematica/Informatica/Fisica
- 7 Linguistica e letteratura
- 8 Scienze umane
- 9 Economia
- 10 Giurisprudenza.

## Storia

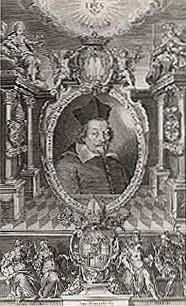
Il cardinale Franz Wilhelm von Wartenberg, fondatore dell'Università di Osnabrück, rispettivamente nel 1629 e nel 1632.

L'Università di Osnabrück fu fondata nel 1974 sulle ceneri dell'università gesuita costituita nella stessa località nel 1629 e 1632 da Franz Wilhelm von Wartenberg del Casato di Wittelsbach, nota anche come Academia Carolina Osnabrugensis. Quest'ultima nacque dal Gymnasium Carolinum. La nuova università di Osnabrück adottò inizialmente lo stemma universitario dell'università dei Gesuiti, che fu modificato in modo da eliminare l'aureola dalle figure cristiane raffigurate.
L'Università Adolf Reichwein (PH), scuola di alta formazione superiore per gli insegnanti, esisteva a Osnabrück dal 1953. Nel 1969 fu integrata come dipartimento della Pädagogische Hochschule Niedersachsen, università per la formazione degli insegnanti delle scuole elementari della Bassa Sassonia, finché nel 1974 venne fusa nell'Università di Osnabrück. Alcune tappe storiche furono:
- 1970: istituzione del governo della Bassa Sassonia;
- 1973: legge sull'organizzazione dell'Università di Osnabrück;
- 1974: Inizio degli studi universitari nel semestre estivo.

La fase di fondazione fu altrettanto controversa di quella dell'Università di Brema. Particolarmente controversa fu anche la nomina dell'economista marxista Ernest Mandel. Il termine tradizionale “facoltà” fu sostituito da quello di “dipartimento”. Con la sua fondazione nel 1973/74, l'Università Pedagogica di Vechta fu sciolta e trasformata in un distaccamento dell'Università di Osnabrück, rimanendo tale fino al 1995.

## Sedi

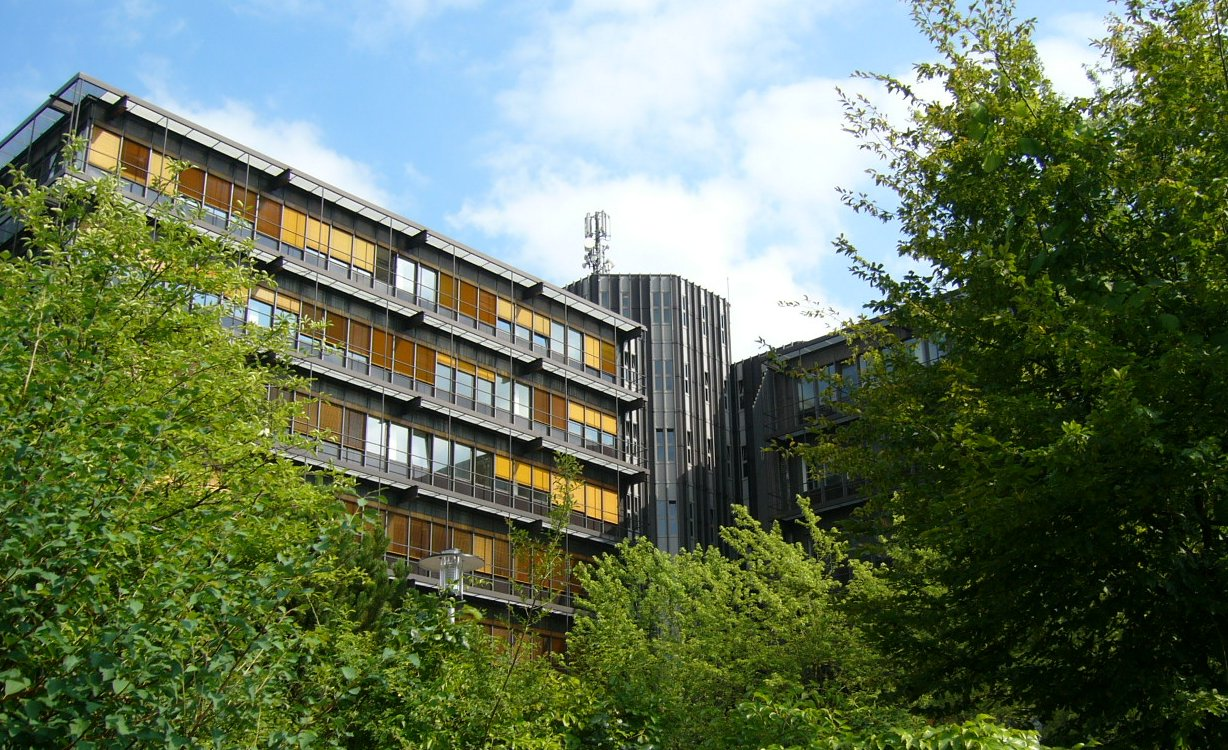
Edificio dell'AVZ a Westerberg

L'Università di Osnabrück non ha un campus centrale. Tutti gli edifici sono invece distribuiti in due zone della città (centro città e quartiere Westerberg). L'edificio centrale e il centro amministrativo è il palazzo barocco di Osnabrück, costruito dal principe vescovo protestante Ernst August I di Brunswick-Lüneburg nel 1667, ai margini della città vecchia. Le facoltà umanistiche, economiche e giuridiche si trovano nelle immediate vicinanze, nella parte occidentale del centro città. I dipartimenti di scienze naturali, matematica e scienze umane si trovano nel campus di Westerberg. Vi si trovano anche il giardino botanico e la sede dell'Università di Scienze Applicate di Osnabrück. Fino al 1995, l'Università di Vechta, ora indipendente, faceva parte dell'Università di Osnabrück. Il nome della sede di Vechta era all'epoca “Università di Osnabrück - Dipartimento di Vechta”.

## Ricerca
L'Università di Osnabrück dispone di centri e istituti di ricerca propri e di strutture di ricerca in collaborazione con altri soggetti. Questi includono:
- Centro di nanoanalisi cellulare di Osnabrück (CellNanOs)
- Centro per la ricerca sullo sviluppo e l'educazione della prima infanzia (CEDER)
- Centro di ricerca tedesco sull'intelligenza artificiale (DFKI) - Laboratorio della Bassa Sassonia, con le aree di ricerca controllo robotico basato sulla pianificazione e di Smart Enterprise Engineering
- Istituto europeo di studi giuridici (ELSI)
- Istituto per la ricerca economica empirica (IEW)
- Istituto per la gestione delle informazioni e la corporate governance (IMU)
- Istituto per la prevenzione e la riabilitazione dermatologica interdisciplinare (iDerm), in collaborazione con il BG Klinikum Hamburg
- Istituto delle scienze cognitive (IKW)
- Istituto per la storia culturale del primo periodo moderno (IKFN)
- Istituto per la ricerca sulle migrazioni e gli studi interculturali (IMIS)
- Istituto per la ricerca sui sistemi ambientali (USF)
- Istituto della Bassa Sassonia per l'educazione e lo sviluppo della prima infanzia (nifbe)
- Centro di eccellenza in studi europei Jean Monnet (JMCE)

## La biblioteca

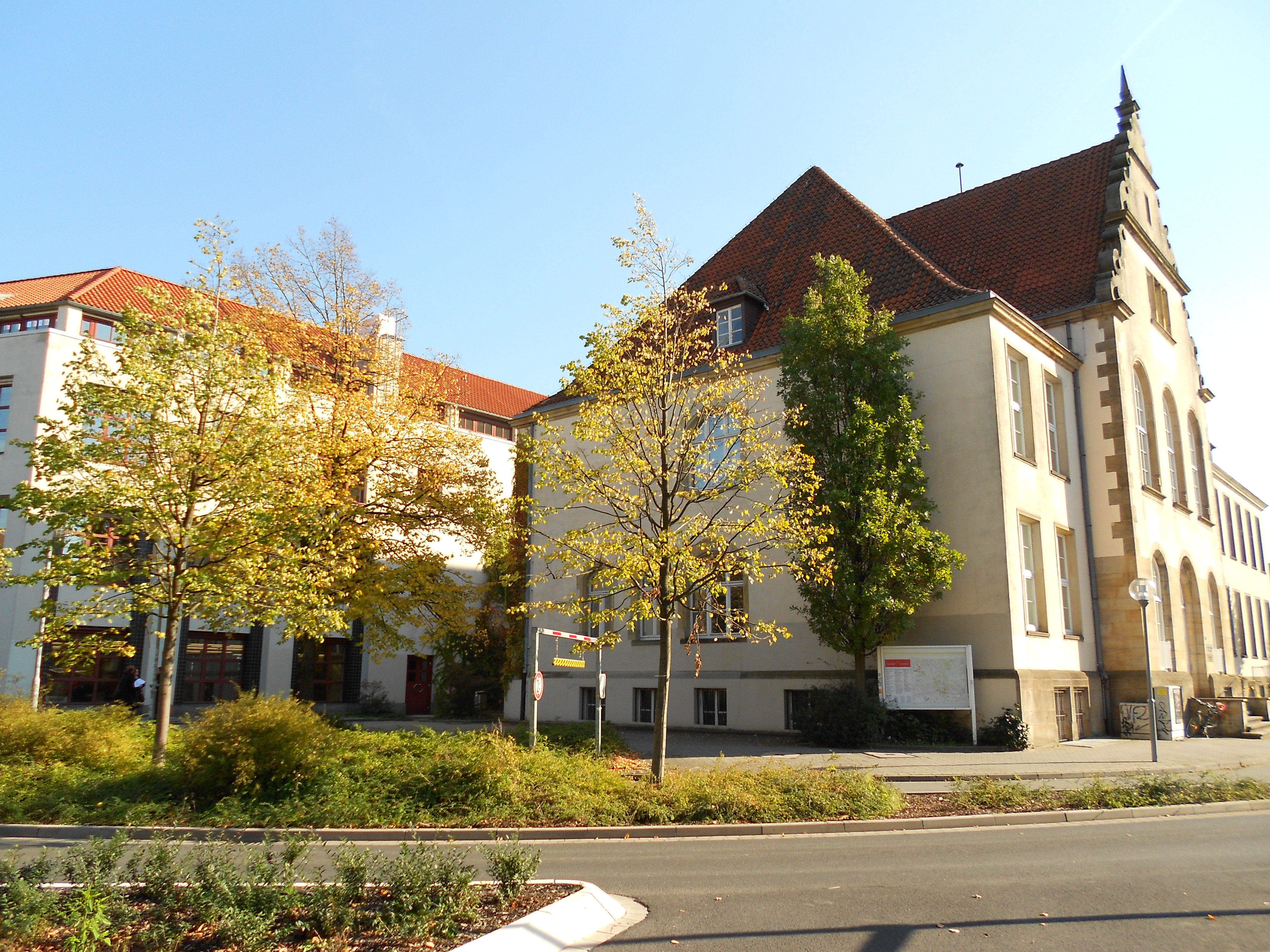
Vecchio edificio (a destra) e nuovo edificio (a sinistra) della Biblioteca dipartimentale B.

La biblioteca universitaria di Osnabrück (UB) possiede circa 1,66 milioni di volumi stampati (dato aggiornato al 2020). Esiste anche un ampio patrimonio di media elettronici, tra cui circa 32.000 riviste elettroniche autorizzate e circa 900 basi di conoscenza online (2020), oltre a più di 600.000 eBook. I dati principali sul patrimonio multimediale e sull'uso della biblioteca sono raccolti annualmente per la Deutsche Bibliotheksstatistik e pubblicati sul sito web della Biblioteca universitaria di Osnabrück.
La biblioteca è suddivisa in tre biblioteche dipartimentali: la biblioteca dipartimentale centrale B (Alte Münze Library) per la filologia, gli studi culturali e le scienze sociali; la biblioteca dipartimentale J/W per il diritto e l'economia; la biblioteca dipartimentale N per le scienze naturali. Fa parte del sistema bibliotecario anche la biblioteca di riferimento orientata alla ricerca dell'Istituto europeo di studi giuridici (ELSI). Le biblioteche B, J/W e ELSI sono situate nel centro della città, mentre la biblioteca dipartimentale N si trova nel campus di Westerberg.
Studenti, personale docente e altri membri dell'università possono usufruire di tutti i servizi offerti dalla biblioteca universitaria, compreso l'accesso alla maggior parte delle risorse elettroniche esterne all'università. La biblioteca è accessibile anche gli studenti dell'Università di Scienze Applicate di Osnabrück, gli alunni delle scuole, i cittadini di Osnabrück e della regione. Inoltre, tutte le persone con un indirizzo registrato in Germania sono ora autorizzate a utilizzare la biblioteca se in possesso di una tessera valida. A tal fine viene richiesto un modesto contributo economico una tantum. Oltre ai supporti cartacei ed elettronici, gli utenti hanno a disposizione circa 1.600 postazioni di lavoro, PC di ricerca e sale di studio individuali e di gruppo.

## Partenariati
Come molte università tedesche, l'Università di Osnabrück mantiene contatti con altre università in tutto il mondo. In totale, l'università e i suoi vari dipartimenti hanno più di 90 università partner in Europa, Asia, America, Oceania e Africa. Oltre ai progetti di ricerca congiunti, l'attenzione principale è rivolta allo scambio di studenti e accademici.

## Direttivo dell'università
| Nome                   | Durata del mandato                                                  |
| ---------------------- | ------------------------------------------------------------------- |
| Heinz-Dietrich Doebner | Rettore ad interim 1973–1974                                        |
| Manfred Horstmann      | Rettore ad interim 1974–1975 Rettore 1975–1979 Presidente 1979–1990 |
| Rainer Künzel          | Presidente 1990–2004                                                |
| Claus Rollinger        | Presidente 2004–2013                                                |
| Wolfgang Lücke         | Presidente 2013–2019                                                |
| Susanne Menzel-Riedl   | Presidente in carica dal 2019                                       |

Nel 1979 il titolo ufficiale del capo dell'Università di Osnabrück mutò da rettore a presidente

## Organizzazioni studentesche
In quanto ente pubblico, è previsto un organismo studentesco che rappresenta tutti gli studenti iscritti nei confronti dell'università, della direzione universitaria e del pubblico.
Il corpo studentesco elegge una volta all'anno il Consiglio degli studenti, che elegge il Comitato generale degli studenti.

## Premi e riconoscimenti
Il 28 aprile 2008 l'Università di Osnabrück ricevette il “Certificato di base 2008 - audit per la verifica dell'università amica delle famiglie” dall'Organizzazione no-profit "Lavoro e famiglia" GmbH. L'obiettivo dell'audit e della certificazione era quello di attirare le migliori menti del Paese ad un'università attenta alle esigenze delle famiglie. Ad oggi, sono stati istituiti il gruppo di lavoro “Studiare con i bambini”, il gruppo di iniziativa per l'assistenza all'infanzia, due centri di assistenza all'infanzia. Il 15 dicembre 2017 l'Università di Osnabrück ricevette il certificato per la quarta volta consecutiva a seguito di una ripetizione dell'audit con esito positivo.

## Pubblicazioni
A metà degli anni Settanta, presso l'Università di Osnabrück fu fondata la rivista Osnabrücker Beiträge zur Sprachtheorie (Contributi di Osnabrück alla teoria linguistica), nota con l'acronimo OBST, anche se meno teorica e più orientata all'applicazione (oggi è pubblicata dalla Universitätsverlag Rhein-Ruhr di Duisburg)